# Señor and the Queen
Señor and the Queen is de eerste ep van de Amerikaanse rockband The Gaslight Anthem. De ep, dat vier nummers bevat, werd uitgegeven op 4 februari 2008 via het platenlabel Sabot Productions als cd en als dubbelalbum in de vorm van twee 7-inch platen. Het album is later meerdere keren heruitgegeven.
Señor and the Queen werd over het algemeen positief door recensenten ontvangen. Het trok nog niet de aandacht van mainstream recensenten, zoals The '59 Sound dat in augustus dat jaar wel zou doen, maar kreeg van de alternatieve media lovende reacties.

## Nummers
1. "Señor and the Queen" - 2:05
2. "Wherefore Art Thou, Elvis?" - 3:02
3. "Say I Won't (Recognize)" - 2:52
4. "Blue Jeans & White T-Shirts" - 3:28

## Muzikanten
Band
- Brian Fallon - zang, gitaar
- Alex Rosamilia - gitaar, achtergrondzang
- Alex Levine - basgitaar, achtergrondzang
- Benny Horowitz - drums, slagwerk, achtergrondzang

Aanvullende muzikanten
- Jet Mullen - zang (track 4)